# Béréba
Béréba è un dipartimento del Burkina Faso classificato come comune, situato nella provincia di Tuy, facente parte della Regione degli Alti Bacini.
Il dipartimento si compone del capoluogo e di altri 28 villaggi: Bankoni, Bihoun, Boho-Beraba, Bokuy-Ouest, Bomba, Dabéré, Dakoni, Dimikuy, Dorokuy, Doumien, Douro, Duo, Duowakuy, Gnindekuy, Kassaho, Keindeni, Koura, Lofikahoun, Lokoa, Maro, Ouakuy, Ouani, Ouoro, Popioho, Tiawama, Tiombio, Tioro e Yabé.